# فرودگاه آبی دریاچه هچیت
فرودگاه آبی دریاچه هچیت (به انگلیسی: Hatchet Lake Water Aerodrome) یک فرودگاه همگانی است که یک باند فرود آب دارد. این فرودگاه در کشور کانادا قرار دارد و در ارتفاع ۳۹۲ متری از سطح دریا واقع شده‌است.